# Гозд Мартуљек
Гозд Мартуљек (словен. Gozd Martuljek) је насељено место у општини Крањска Гора, Горењска регија, Словенија.

## Историја
До територијалне реорганизације у Словенији био је у саставу старе општине Јесенице.

## Становништво
У попису становништва из 2011. године, Гозд Мартуљек је имао 631 становника.
| Број становника према пописима | Број становника према пописима | Број становника према пописима |
| ------------------------------ | ------------------------------ | ------------------------------ |
| 1991                           | 2002                           | 2011                           |
| 578                            | 624                            | 631                            |

Напомена: До 1955. исказивано под именом Гозд. Године 2016. извршена је мања размена територија између насеља Белца, Гозд Мартуљек и Средњи Врх.

## Галерија
- улица
- детаљ
- улица "Згорње Руте"
- метални мост
- бициклистички мост
- ватрогаски дом
- поток Мартуљек
- Јулијски Алпи, врх Велика Понца (2.602 m)
- Јулијски Алпи: Високи олтар, Велика и Мала Понца
- Јулијски Алпи, врх Кукова Шпица (2.427 m)